# Веллен (Беверштедт)
Веллен (нем. Wellen, н.-нем. Wellen) — ортшафт в Германии, земля Нижняя Саксония, район Куксхафен. Входит в состав общины Беверштедт. До 1974 года был отдельной общиной. Население составляет 370 человек (на 20 ноября 2019 года). Занимает площадь 11,83 км².